# Хлопуново (село)
Хлопуново — село в Шипуновском районе Алтайского края. Административный центр Хлопуновского сельсовета.

## История
Основано в 1744 году. В 1928 году состояло из 672 хозяйств, основное население — русские. В административном отношении село являлось центром Хлопуновского сельсовета Шипуновского района Рубцовского округа Сибирского края.

## Население
| 1926  | 1997  | 1998  | 1999  | 2000  | 2001  | 2002  | 2003  | 2004  |
| ----- | ----- | ----- | ----- | ----- | ----- | ----- | ----- | ----- |
| 3578  | ↘1444 | ↘1412 | ↗1431 | ↘1416 | ↘1396 | ↗1398 | ↘1266 | ↘1263 |
| 2005  | 2006  | 2007  | 2008  | 2009  | 2010  | 2011  | 2012  | 2013  |
| ↘1260 | ↘1233 | ↗1252 | ↘1136 | ↘1127 | ↘924  | ↗1101 | ↘1093 | ↘1057 |

### Национальный состав
Согласно результатам переписи 2002 года, в национальной структуре населения русские составляли 96 %.

## Улицы
| - ул. Заречная, - ул. Зелёная, - ул. Коммунальная, - пер. Котельный, | - ул. Лесная, - ул. Мамонтова, - ул. Молодёжная, - ул. Набережная, | - ул. Нагорная, - ул. Новая, - ул. Олимпийская, - пер. Олимпийский, | - ул. Победы, - ул. Садовая, - ул. Степная, - ул. Фестивальная. |